# Бубчиково
Бубчиково — посёлок в Алапаевском районе Свердловской области, входящий в муниципальное образование Алапаевское. Центр Бубчиковского территориального управления. Назван в честь Героя Социалистического Труда Ивана Иосифовича Бубчикова, начальника укладочного поезда строительства № 2 на железнодорожной линии Алапаевск — Сосьва. Посёлок находится при одноимённой железнодорожной станции.

## Население
| 2002 | 2010 |
| ---- | ---- |
| 1270 | ↘887 |

## География
Посёлок расположен к востоку от Срединного Уральского хребта Среднего Урала на открытом участке среди лесистой местности, на правом берегу реки Рублихи, в 30 километрах на север от города Алапаевска и в 10 км к северу от Верхней Синячихи, к северо-востоку от Екатеринбурга и к северо-востоко-востоку от Нижнего Тагила.

## Инфраструктура
Дом культуры с библиотекой, средняя школа и детский сад, амбулаторная поликлиника (общая врачебная практика), отделение почты и отделение «Сбербанка», парикмахерская, аптека, автосервис и несколько магазинов. В посёлке находится памятник героям Великой Отечественной войны.

## Транспорт
Добраться до посёлка можно на поезде до станции Бубчиково либо на проходящем пригородном автобусе или на такси из Алапаевска и Верхней Синячихи.